# Carlos López Reyes
Carlos Alberto López Reyes es un futbolista Chileno, que juega como volante en Trasandino. Es originario de la cantera de Everton.

## Clubes
| Club             | País  | Temporadas |
| ---------------- | ----- | ---------- |
| Everton          | Chile | 2006       |
| Unión Quilpué    | Chile | 2008       |
| San Luis         | Chile | 2009-2011  |
| Rangers de Talca | Chile | 2012-2013  |
| San Luis         | Chile | 2013-2015  |
| Ñublense         | Chile | 2015-2016  |
| Trasandino       | Chile | 2017-Act.  |

## Palmarés

### Títulos nacionales
| Título    | Club     | País  | Año    |
| --------- | -------- | ----- | ------ |
| Primera B | San Luis | Chile | 2009-C |
| Primera B | San Luis | Chile | 2013-A |
| Primera B | San Luis | Chile | 2014-C |